# SKIF Krasnodar
SKIF Krasnodar (russisch СКИФ Краснода́р) ist ein Handballverein aus der russischen Stadt Krasnodar. Er wurde 1963 gegründet und trug die Namen „Burewestnik“ (Буревестник, Sturmvogel), „Universität“ (Университет), „SKIF“ (СКИФ), „Arkadija-SKIF“ (Аркадия-СКИФ), „SKIF-Rosneft“ (СКИФ-Роснефть), „SKIF-Kuban“ (СКИФ-Кубань) und seit 2007 wieder „SKIF“ (Спортивный клуб института физкультуры, Sportklub des Instituts für Leibeserziehung). Ab 1964 durfte die Mannschaft an der sowjetischen Meisterschaft teilnehmen. Von 1969 bis 1971 wurde SKIF dreimal in Folge Dritter, ebenso von 1988 bis 1990. Im EHF-Pokal gewann der Verein 1990, damals noch als IHF-Pokal, seinen ersten und bislang einzigen internationalen Titel. 1991 und 1992 kamen die einzigen nationalen Meisterschaften hinzu. Den sowjetischen Pokal konnte man 1992 zum einzigen Mal gewinnen. Seit 1993 nimmt SKIF Krasnodar an der Russischen Handball Super League teil.

## Platzierungen seit 2000
| Saison  | national  | international                             |
| ------- | --------- | ----------------------------------------- |
| 2000/01 | 4. Platz  |                                           |
| 2001/02 | 5. Platz  |                                           |
| 2002/03 | 4. Platz  |                                           |
| 2003/04 | 9. Platz  | EHF Challenge Cup: Achtelfinale           |
| 2004/05 | 5. Platz  |                                           |
| 2005/06 | 3. Platz  | EHF Challenge Cup: 3. Runde               |
| 2006/07 | 4. Platz  | Europapokal der Pokalsieger: Achtelfinale |
| 2007/08 | 4. Platz  | EHF-Pokal: Achtelfinale                   |
| 2008/09 | 3. Platz  | EHF Challenge Cup: Achtelfinale           |
| 2009/10 | 5. Platz  | EHF-Pokal: 3. Runde                       |
| 2010/11 | 5. Platz  | EHF-Pokal: Achtelfinale                   |
| 2011/12 | 9. Platz  | EHF-Pokal: 3. Runde                       |
| 2012/13 | 3. Platz  |                                           |
| 2013/14 | 9. Platz  | EHF Europa Pokal: 2. Runde                |
| 2014/15 | 5. Platz  |                                           |
| 2015/16 | 7. Platz  | EHF Challenge Cup: 2. Runde               |
| 2016/17 | 3. Platz  |                                           |
| 2017/18 | 8. Platz  | EHF Challenge Cup: Viertelfinale          |
| 2018/19 | 5. Platz  |                                           |
| 2019/20 | 6. Platz  |                                           |
| 2020/21 | 8. Platz  |                                           |
| 2021/22 | 10. Platz | EHF European League: Achtelfinale         |

## Bekannte ehemalige Spieler
- Wladimir Bolotski
- Oleg Chodkow
- Dmitri Filippow
- Roman Fitilew
- Waleri Gassi
- Sergei Ladygin
- Andrei Lawrow
- Wladimir Maximow
- Waleri Mjagkow
- Eduard Kokscharow
- Stanislaw Kulintschenko
- Wladimir Repjew
- Alexander Schkurinski
- Pawel Sukosjan
- Igor Tschumak